# Шуманский, Артём Олегович
Артём Олегович Шуманский (бел. Арцём Алегавіч Шуманскі; род. 25 ноября 2004, Витебск) — белорусский футболист, нападающий московского ЦСКА и национальной сборной Беларуси.

## Клубная карьера

### БАТЭ
Воспитанник детско-юношеской школы ФК «Витебск», первый тренер — Александр Старовойтов. В январе 2021 года перешел в БАТЭ. 22 июня 2021 года дебютировал в основном составе в матче Кубка Беларуси против клуба «Барановичи». 22 октября 2021 года дебютировал в Высшей лиге чемпионата Беларуси в матче против «Немана», выйдя на замену Дмитрию Юсову. К началу сезона 2022 года тренировался с основной командой. Первый матч сыграл 5 марта 2022 года против солигорского «Шахтёра», став обладателем Суперкубка. Затем сыграл 13 марта в матче Кубка Беларуси против жодинского «Торпедо-БелАЗ». Первый матч в Высшей kиге сыграл 10 апреля 2022 года против могилёвского «Днепра». Свой дебютный гол за клуб забил 22 апреля 2022 в матче против «Гомеля». Также отличился голом на последних минутах в следующем, только уже в кубковом матче против гродненского «Немана», который вывел борисовский клуб в финал. В финале Кубка Беларуси проиграл «Гомелю». По окончании сезона провёл в чемпионате 22 матча, в который отличился 4 голами и 2 результативными передачами в основном выходя на поле со скамейки запасных. В ноябре 2022 года появилась информация, что к футболисту имеется интерес у ряда российских клубов, а также со стороны кипрского «Ариса». Один из голов, который футболист забил в ворота брестского «Динамо», попал в топ 10 голов в Высшей kиге. По информации источников футболист 22 декабря 2022 года прошёл медицинский осмотр в лимассольском «Арисе» и что для завершения трансфера улаживаются последние детали. В конце декабря 2022 года футболист продолжил тренироваться с БАТЭ. Официально 30 декабря 2022 года футболист покинул клуб, сообщив, что переходит в другую команду.

### «Арис» Лимасол
В январе 2023 года перешёл в лимассольский «Арис». Сумма трансфера составила порядка 400 тысяч евро, а сам футболист подписал с клубом четырёхлетний контракт. В январе футболист также перенёс операцию на колене, тем самым выбыв из распоряжения клуба на срок от 1 до 2 месяцев. В конце января 2023 года кипрский клуб внёс футболиста в заявку на остаток сезона. Впервые появился на поле 25 марта 2023 года в товарищеском матче против латвийского клуба РФС. Полноценно вернулся в основной состав клуба 1 марта 2023 на матч против «Пафоса». По итогу сезона досрочно стал победителем кипрского чемпионата. Дебютировал за клуб в последнем матче чемпионата 27 мая 2023 года против клуба АПОЭЛ, выйдя на замену в начале второго тайма.
Новый сезон футболист начал с матча 28 августа 2023 года против клуба «Докса», выйдя на поле в начале второго тайма и также отличился своим дебютным забитым голом.

### ЦСКА
18 июня 2024 года стал игроком московского ЦСКА, подписав контракт до лета 2029 года. Дебютировал за клуб 24 августа, выйдя на замену в домашнем матче шестого тура РПЛ против тольяттинского «Акрона». 24 мая 2025 года забил дебютный гол за ЦСКА, отличившись на 90-й минуте встречи с «Пари НН», выйдя на поле на 82-й минуте в 30-м туре чемпионата России сезона-2024/25. Всего в чемпионате сыграл в 5 матчах.

## Карьера в сборной
В 2021 году футболист дебютировал за сборные Беларуси до 18 и до 19 лет. В ноябре 2022 года футболист был вызван в молодёжную сборную Беларуси. Дебютировал за сборную футболист 16 ноября в товарищеском матче против Ирана. Дебютным голом футболист отличился в следующем товарищеском матче 19 ноября 2022 года против иранцев.
В марте 2024 года футболист получил вызов в национальную сборную Беларуси. Дебютировал за сборную футболист 26 марта 2024 года в товарищеском матче против сборной Мальты, выйдя на поле в стартовом составе.
В мае 2025 года вновь вызван в молодёжную сборную Беларуси для подготовки к спаррингам с командами Азербайджана (4 июня в Барановичах) и сборной Китая U-23 (7 июня на Национальном стадионе в Минске).

## Достижения
БАТЭ
- Обладатель Суперкубка Беларуси: 2022

«Арис» Лимасол
- Чемпион Кипра: 2022/23
- Обладатель Суперкубка Кипра: 2023

ЦСКА
- Бронзовый призёр чемпионата России: 2024/25
- Обладатель Кубка России: 2024/25
- Обладатель Суперкубка России: 2025

## Статистика

### Клубная
| Выступление      | Выступление      | Выступление      | Лига | Лига | Кубки | Кубки | Еврокубки | Еврокубки | Итого | Итого |
| Клуб             | Лига             | Сезон            | Игры | Голы | Игры  | Голы  | Игры      | Голы      | Игры  | Голы  |
| ---------------- | ---------------- | ---------------- | ---- | ---- | ----- | ----- | --------- | --------- | ----- | ----- |
| БАТЭ             | Высшая лига      | 2021             | 2    | 0    | 6     | 1     | —         | —         | 8     | 1     |
| БАТЭ             | Высшая лига      | 2022             | 22   | 4    | 2     | 0     | 1         | 0         | 25    | 4     |
| БАТЭ             | Итого            | Итого            | 24   | 4    | 8     | 1     | 1         | 0         | 33    | 5     |
| Арис (Лимасол)   | Первый дивизион  | 2022/23          | 1    | 0    | —     | —     | —         | —         | 1     | 0     |
| Арис (Лимасол)   | Первый дивизион  | 2023/24          | 16   | 3    | 1     | 0     | —         | —         | 17    | 3     |
| Арис (Лимасол)   | Итого            | Итого            | 17   | 3    | 1     | 0     | —         | —         | 18    | 3     |
| ЦСКА (Москва)    | Премьер-лига     | 2024/25          | 5    | 1    | 4     | 0     | —         | —         | 9     | 1     |
| ЦСКА (Москва)    | Итого            | Итого            | 5    | 1    | 4     | 0     | 0         | 0         | 9     | 1     |
| Всего за карьеру | Всего за карьеру | Всего за карьеру | 49   | 8    | 15    | 1     | 1         | 0         | 65    | 9     |

1. ↑  Кубок Беларуси, Суперкубок Беларуси, Кубок Кипра, Кубок России.
2. ↑  Квалификация Лиги Конференций УЕФА

### В сборной
| Матчи Артёма Шуманского за сборную Беларуси | Матчи Артёма Шуманского за сборную Беларуси | Матчи Артёма Шуманского за сборную Беларуси | Матчи Артёма Шуманского за сборную Беларуси | Матчи Артёма Шуманского за сборную Беларуси | Матчи Артёма Шуманского за сборную Беларуси | Матчи Артёма Шуманского за сборную Беларуси |
| ------------------------------------------- | ------------------------------------------- | ------------------------------------------- | ------------------------------------------- | ------------------------------------------- | ------------------------------------------- | ------------------------------------------- |
| №                                           | Дата                                        | Оппонент                                    | Счёт                                        | Голы                                        | Соревнование                                |                                             |
| 1                                           | 26 марта 2024                               | Мальта                                      | 0:0                                         | —                                           | Товарищеский матч                           |                                             |
| 2                                           | 20 марта 2025                               | Таджикистан                                 | 5:0                                         | —                                           | Товарищеский матч                           |                                             |
| 3                                           | 10 июня 2025                                | Россия                                      | 1:4                                         | —                                           | Товарищеский матч                           |                                             |

Итого: 3 матча; 1 победа, 1 ничья, 1 поражение.